# Henri Rousseau
Henri Julien Félix Rousseau, přezdívaný Celník (21. května 1844 Laval – 2. září 1910 Paříž), byl francouzský malíř, jeden z nejvýznamnějších představitelů naivního umění. Maloval exotické fantaskní krajiny (Sen, Zaklínačka hadů), portréty (Portrét Josepha Brummera, Vlastní podobizna – majetek Národní galerie v Praze) i výjevy z obyčejného života (Oslava nezávislosti, Lucemburské zahrady). Ve své tvorbě využíval ostré obrysové linie a barevné plochy. Jako výrazový prvek používal především karikaturu. Zvláštní styl malby a opravdovost obrazů zaujaly a byly inspirací pro mnoho umělců, jako Robert Delaunay, Guillaume Apollinaire nebo Pablo Picasso.

## Životopis
Henri Rousseau se narodil 21. května 1844 ve francouzském Lavalu v údolí řeky Loiry do rodiny klempíře. V Lavalu také chodil do školy, jeho otec se však zadlužil a poté, co byl rodině zabaven dům, museli s rodinou město opustit. Ve škole měl Henri průměrné výsledky, ovšem ve výtvarné a hudební výchově získával nejrůznější ocenění. Rousseau se dal na studium práv a začal pracovat pro jistého právníka. V roce 1863 nastoupil čtyřletou vojenskou službu. Když jeho otec v roce 1868 zemřel, Rousseau se přestěhoval do Paříže, aby byl jako vládní zaměstnanec oporou své ovdovělé matce. Ve stejném roce se oženil s patnáctiletou dcerou svého bytného Clémence Boitardovou, se kterou měl šest dětí (přežilo však pouze jedno). V roce 1871 byl jmenován mýtným pověřeným výběrem daní uvalených na zboží, které se dopravovalo do Paříže. Jeho žena zemřela v roce 1888 a o deset let později si vzal Josephine Nouryovou. Teprve po čtyřicátém roku života se začal vážněji věnovat malbě, a když mu bylo 49, odešel ze svého zaměstnání a malování se začal věnovat naplno.
Rousseau prohlašoval, že jeho jediným učitelem je příroda, i když připustil, že se mu dostalo „několika rad“ od dvou zavedených akademických malířů, Félixe Augusta Clémenta a Jean-Léon Gérôma. V zásadě byl však samoukem a je považován za naivního či primitivního malíře. Někdy bývá považován za představitele magického realismu.

## Malby
Jeho nejslavnější malby zobrazují výjevy z džungle, a to i přesto, že nikdy neopustil Francii a džungli tak nikdy neviděl. Zprávy jeho obdivovatelů, že jeho vojenská služba zahrnovala i francouzskou intervenci v Mexiku, jsou však nepodložené. Rousseau se inspiroval ilustrovanými knihami, pařížskými botanickými zahradami a také vycpanými exotickými zvířaty. Během vojenské služby se rovněž setkal s vojáky, kteří přežili onu francouzskou intervenci do Mexika, a poslouchal jejich příběhy, které v této subtropické zemi zažili. Kritikovi Arsène Alexandrovi jednou popisoval své časté návštěvy do botanické zahrady Jardin des plantes: „Když vejdu do skleníků a spatřím ty prapodivné exotické rostliny, připadám si, jako bych vstoupil do snu.“
Souběžně s exotickými výjevy Rousseau maloval i menší obrazy zachycující Paříž a její předměstí. Tvrdil, že tak vytvořil nový žánr portrétní krajinomalby, které dosáhl tak, že začal nejdřív malovat pohled na oblíbenou část města, a pak se přesunul k vyobrazování osoby, kterou umístil do popředí. Nejznámější z této řady je autoportrét Já, portrét-krajina (Moi-même, portrait-paysage), kterým zahájil sérii svých nejznámějších děl. Obraz pochází z roku 1890, těsně po skončení Světové výstavy v Paříži. Umělec se zobrazil na pařížském nábřeží Seiny, kam umístil i technické atributy své doby – ozdobenou loď, balón a Eiffelovu věž. Na paletu napsal jména svých dvou manželek. Obraz vlastní Národní galerie v Praze. Rousseau průběžně maloval i portréty dětí, svých známých, přátel a jejich aktivit (hráči fotbalu/rugby). Básníka Guillauma Apollinaira portrétoval dvakrát s jeho přítelkyní Marií Laurencin jako básníka a jeho múzu.

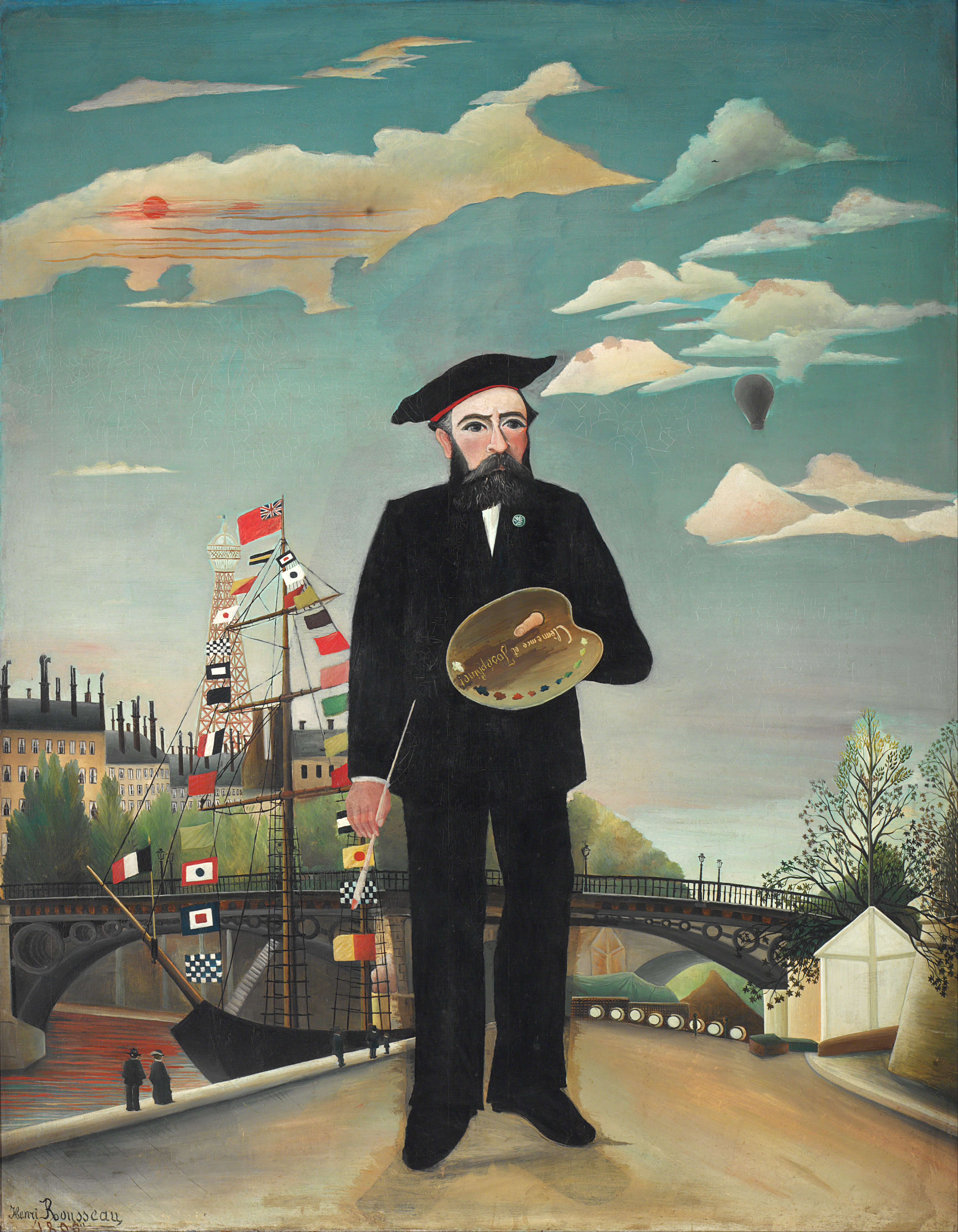
Já, portrét, krajina (1890)
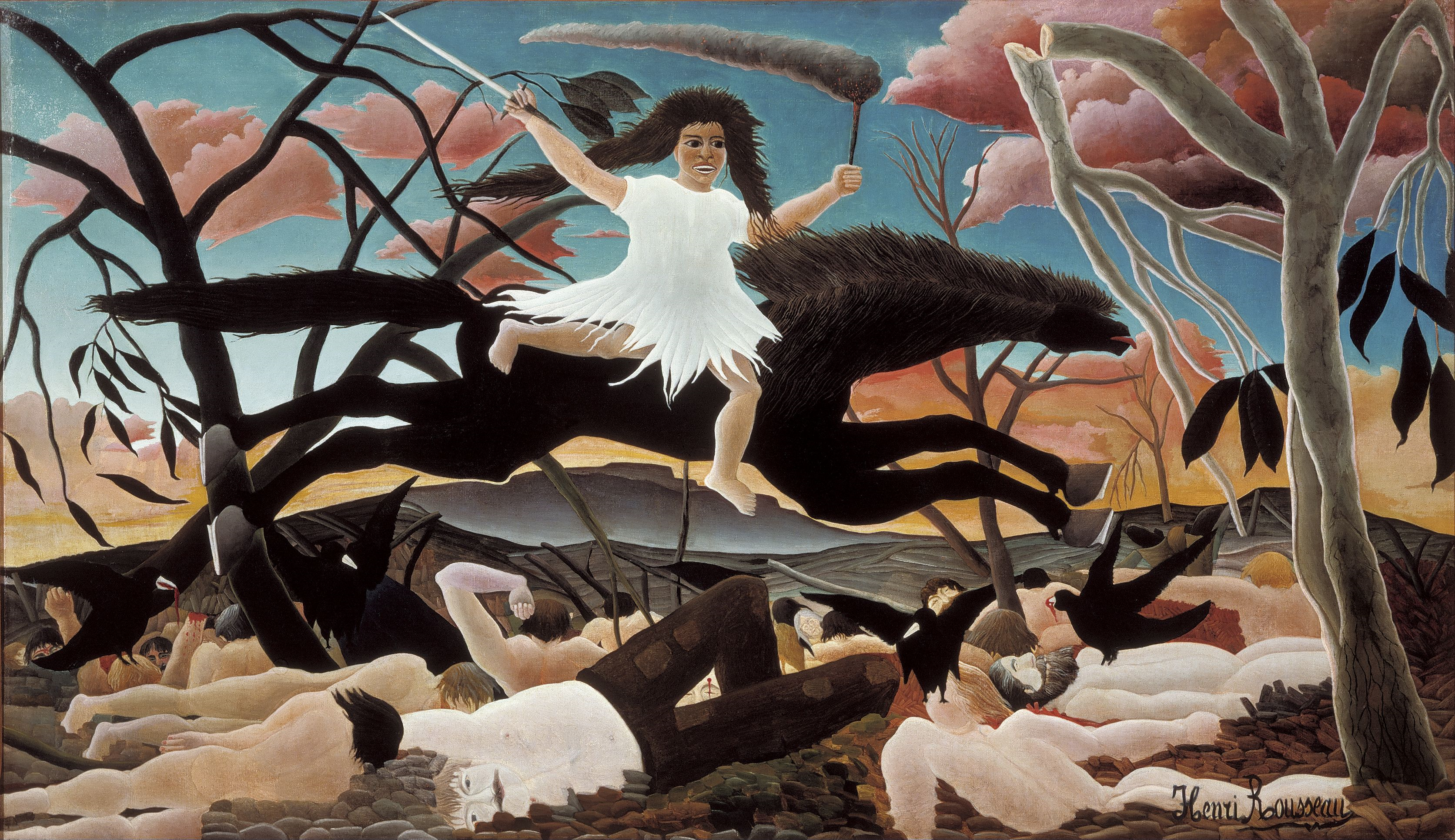
Válka (asi 1894)
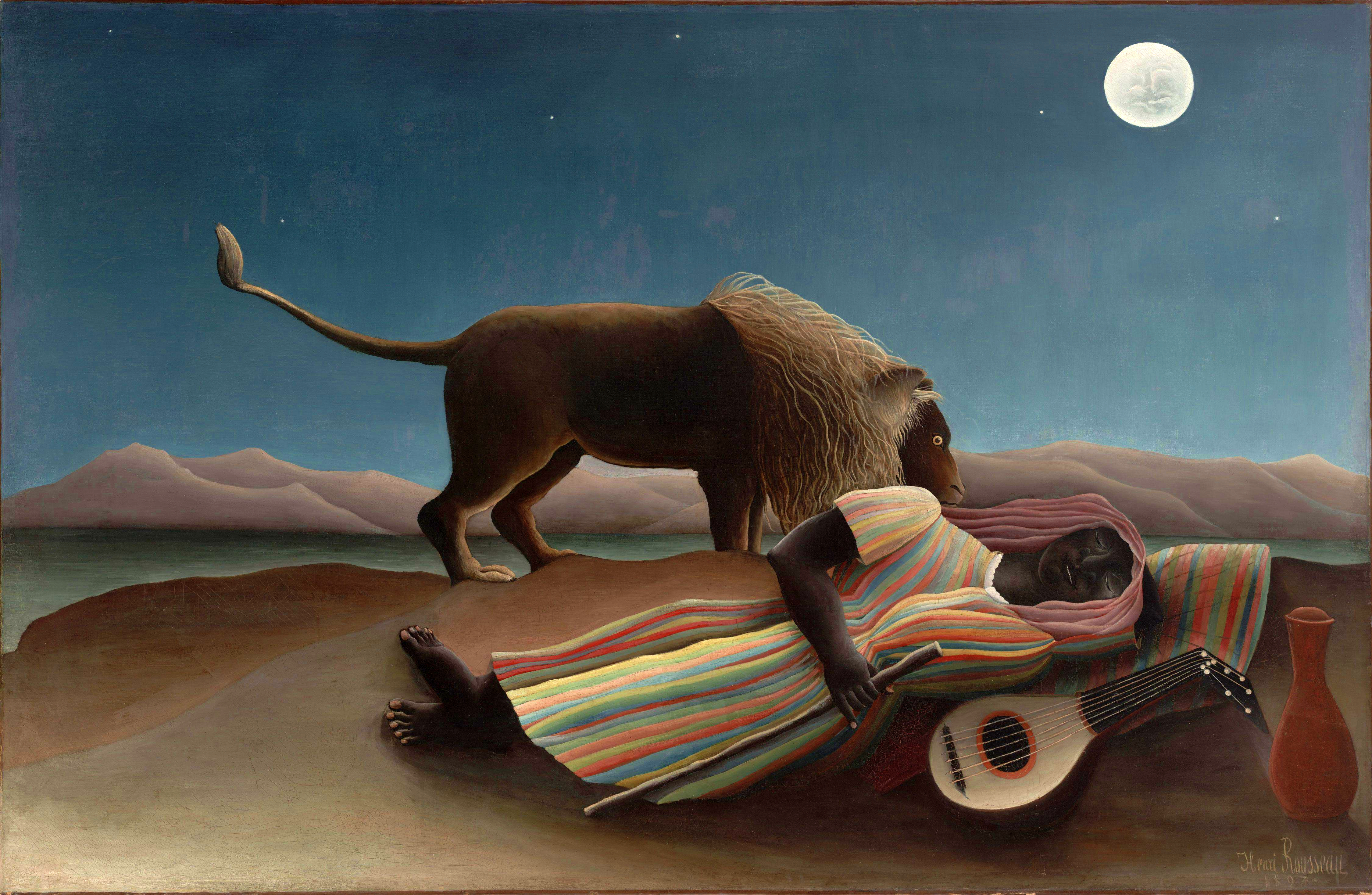
Spící cikánka (1897)
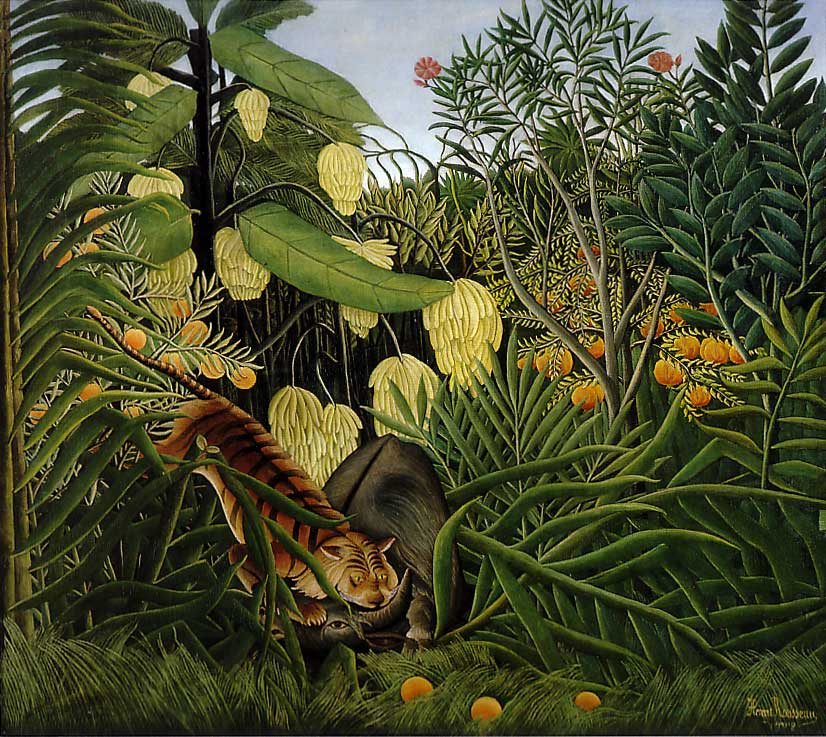
Zápas tygra s buvolem (1891)
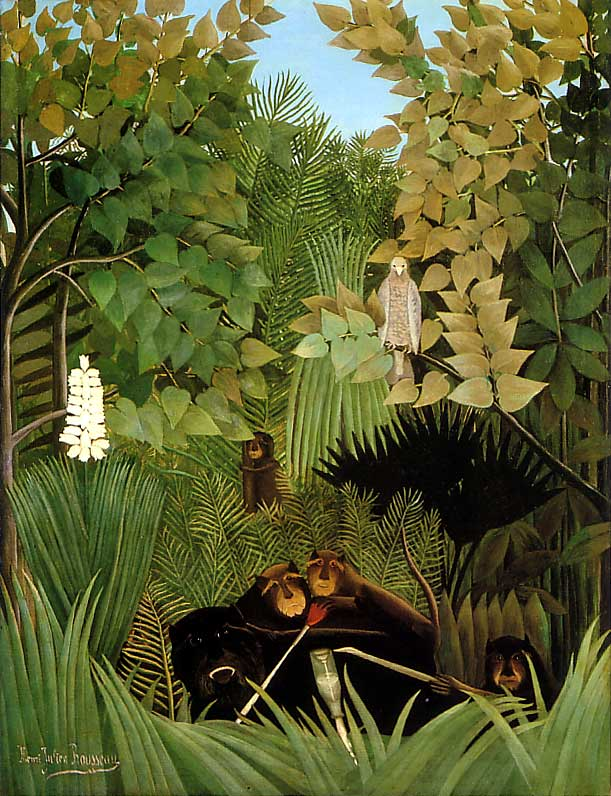
Veselí šprýmaři (1906)
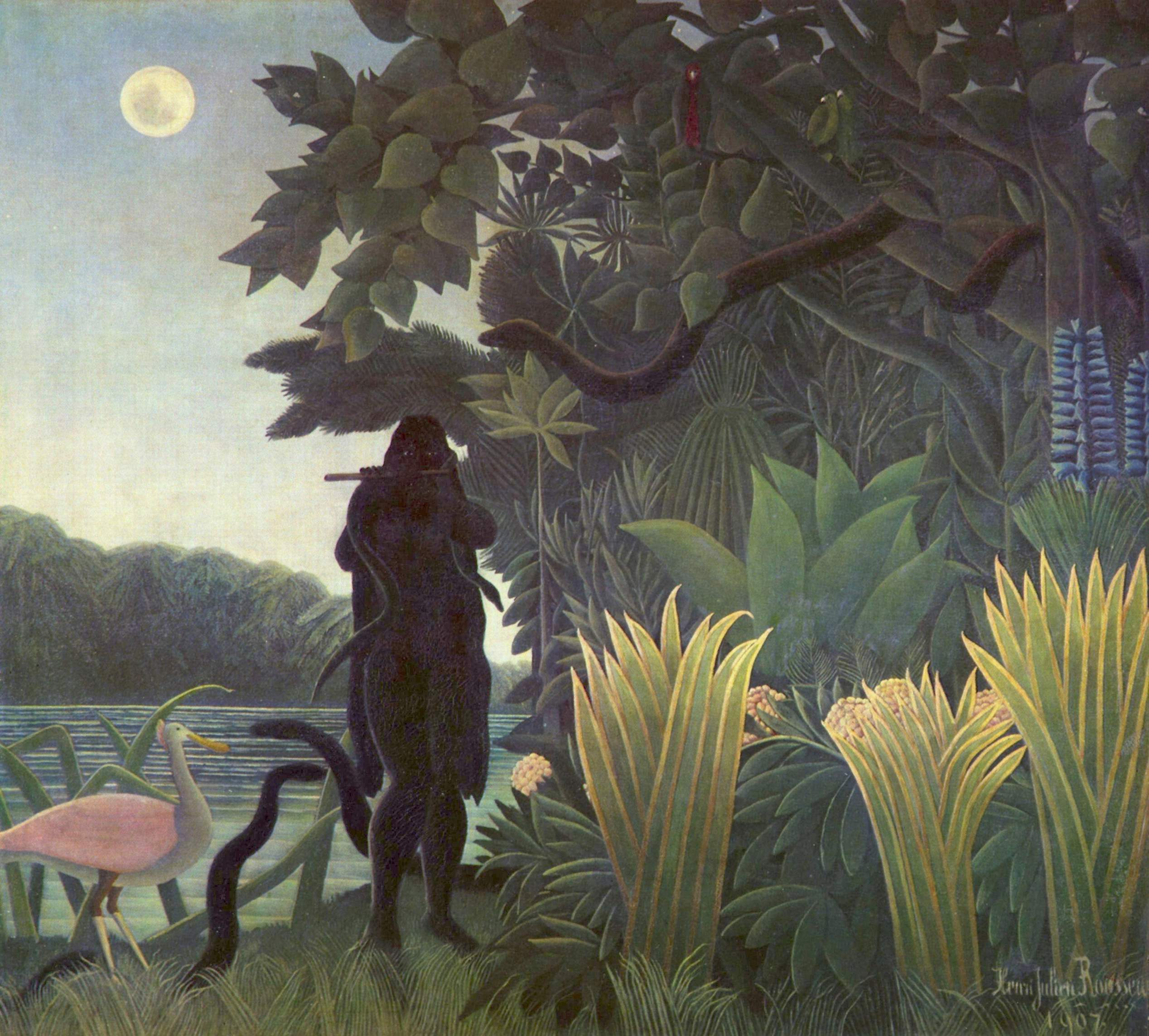
Zaklínačka hadů (1907)
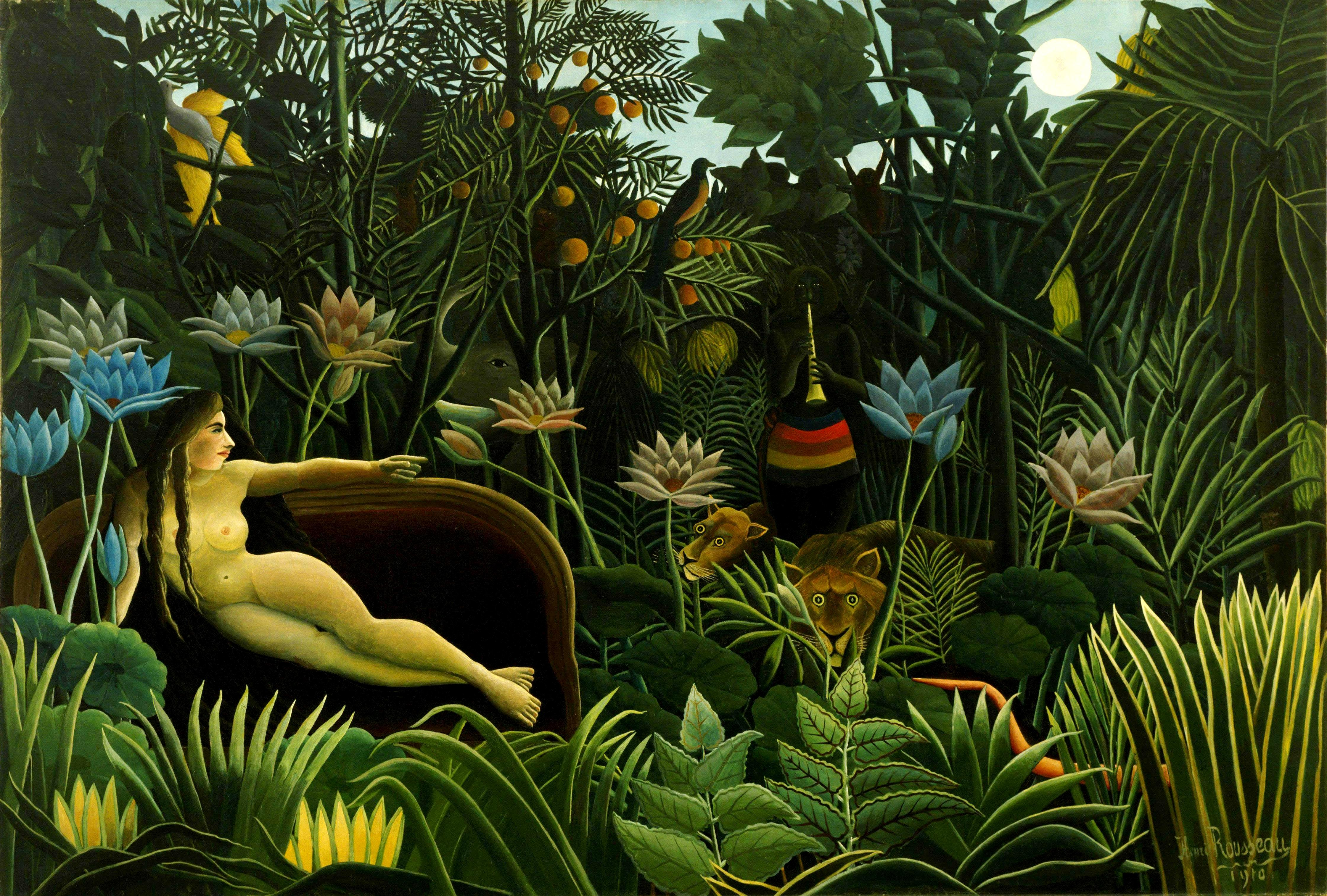
Sen (1910)
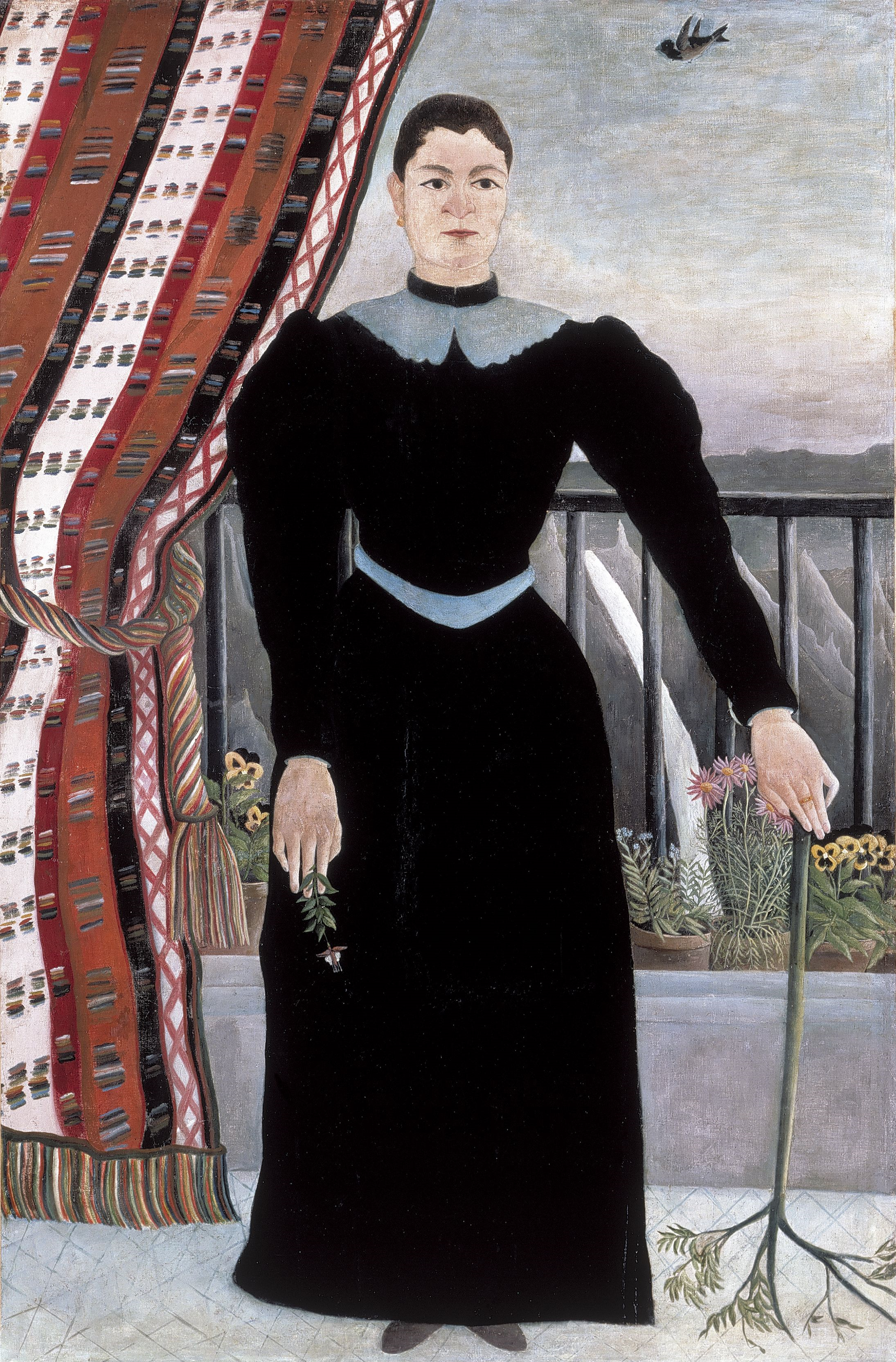
Portrét ženy (1895)
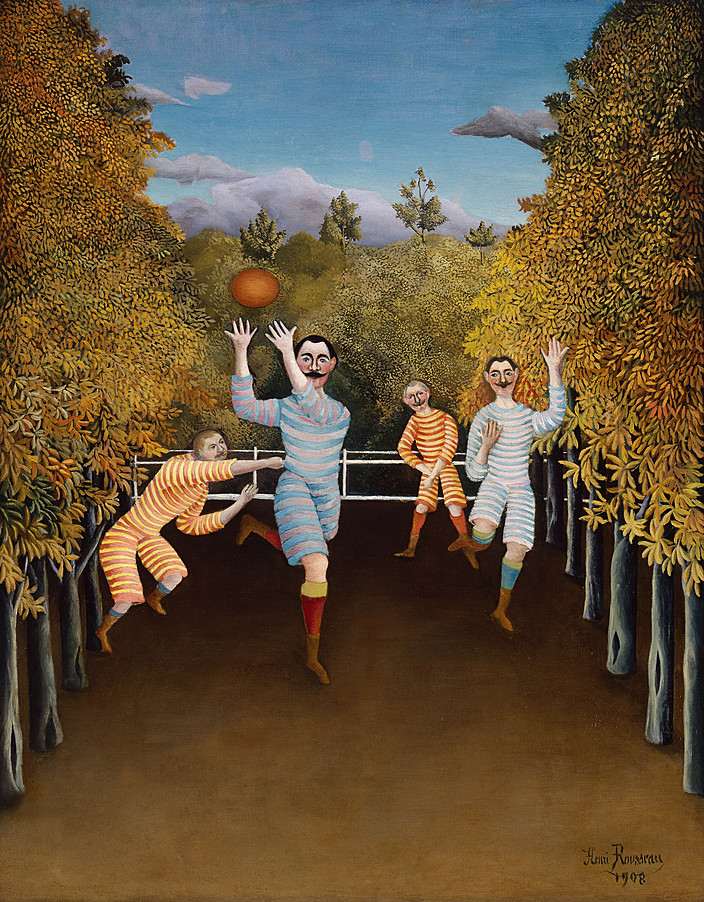
Hráči fotbalu (1908)
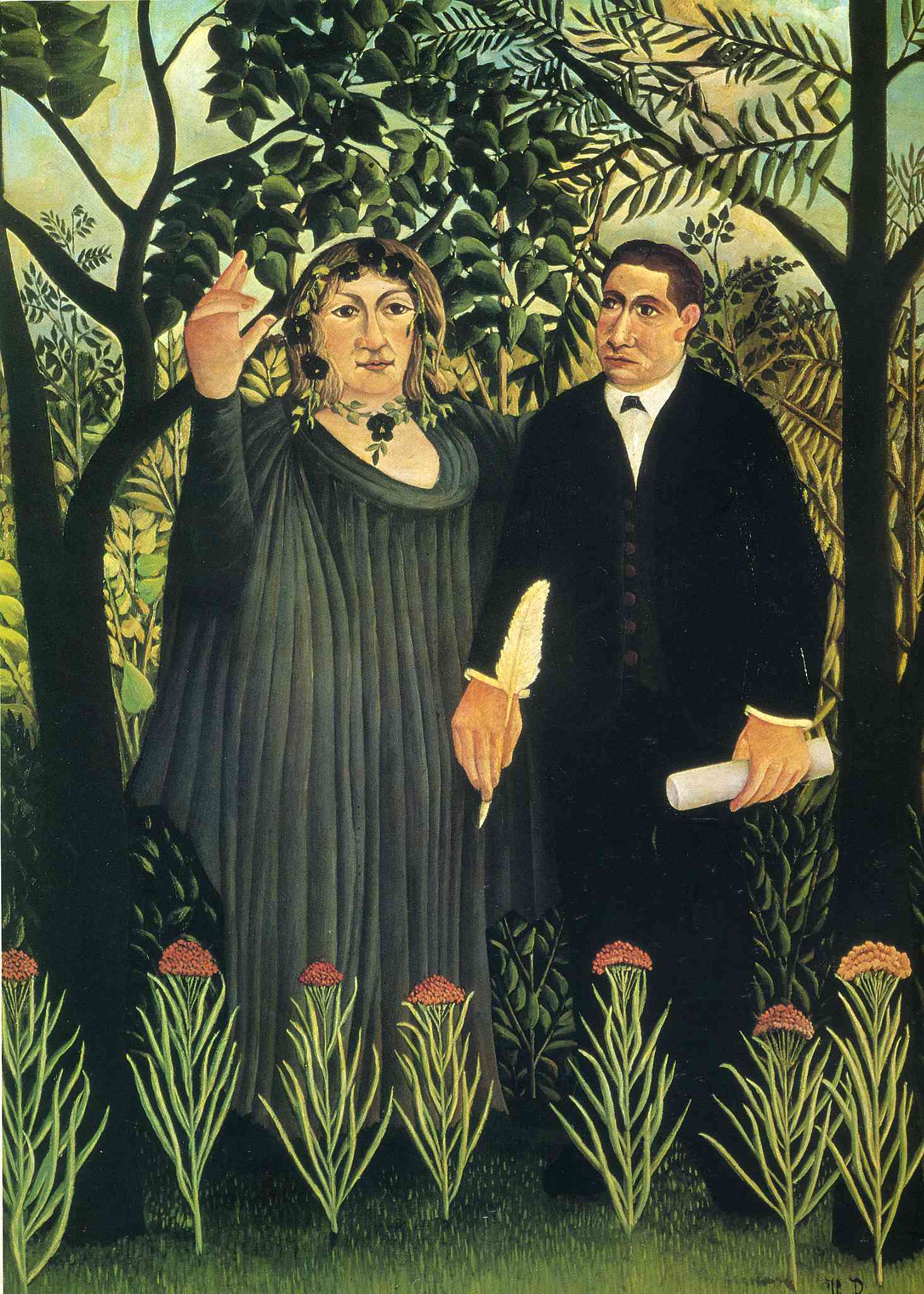
Múza inspirující básníka (Marie Laurencin a Guillaume Apollinaire 1909)
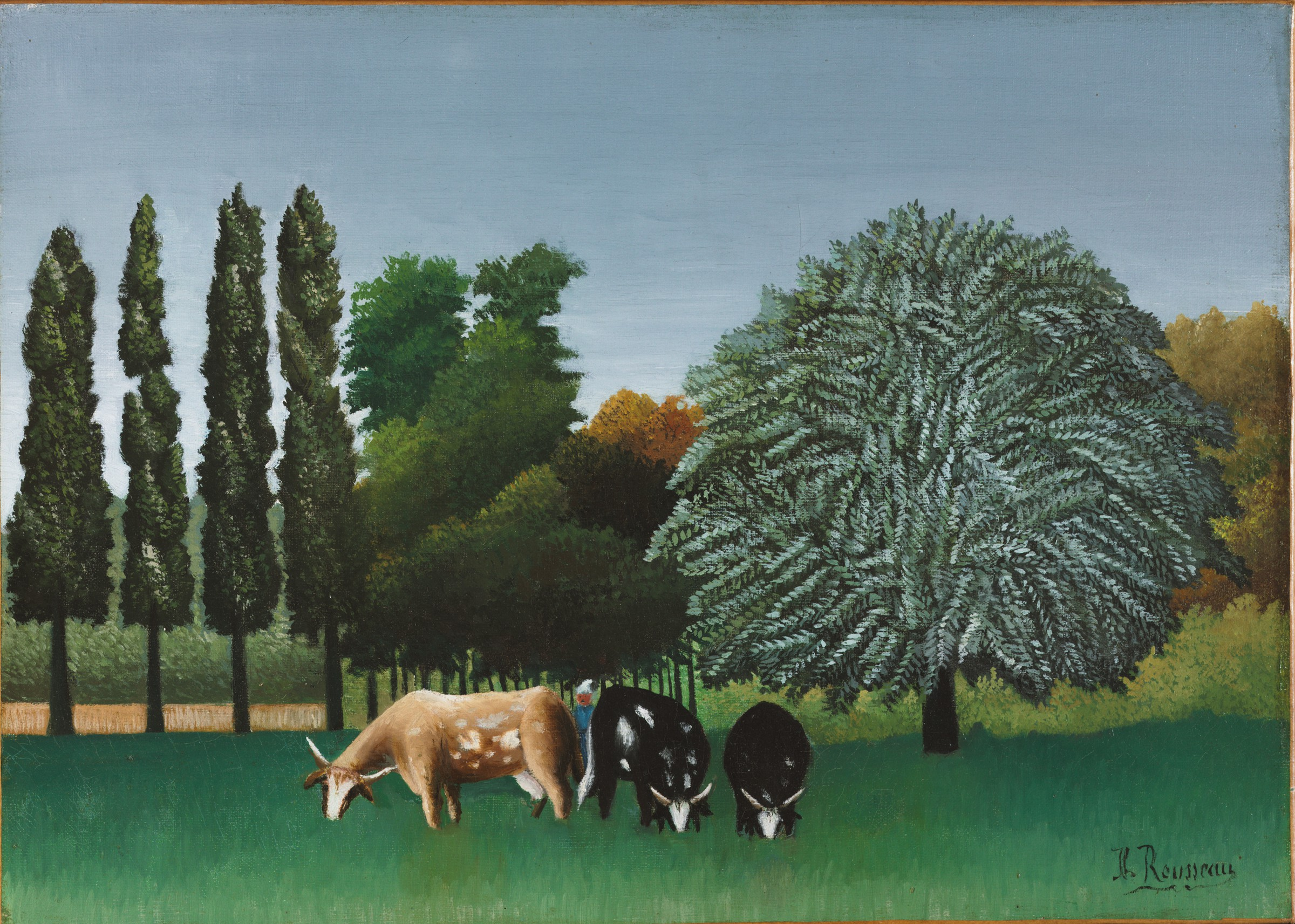
Břehy Oise
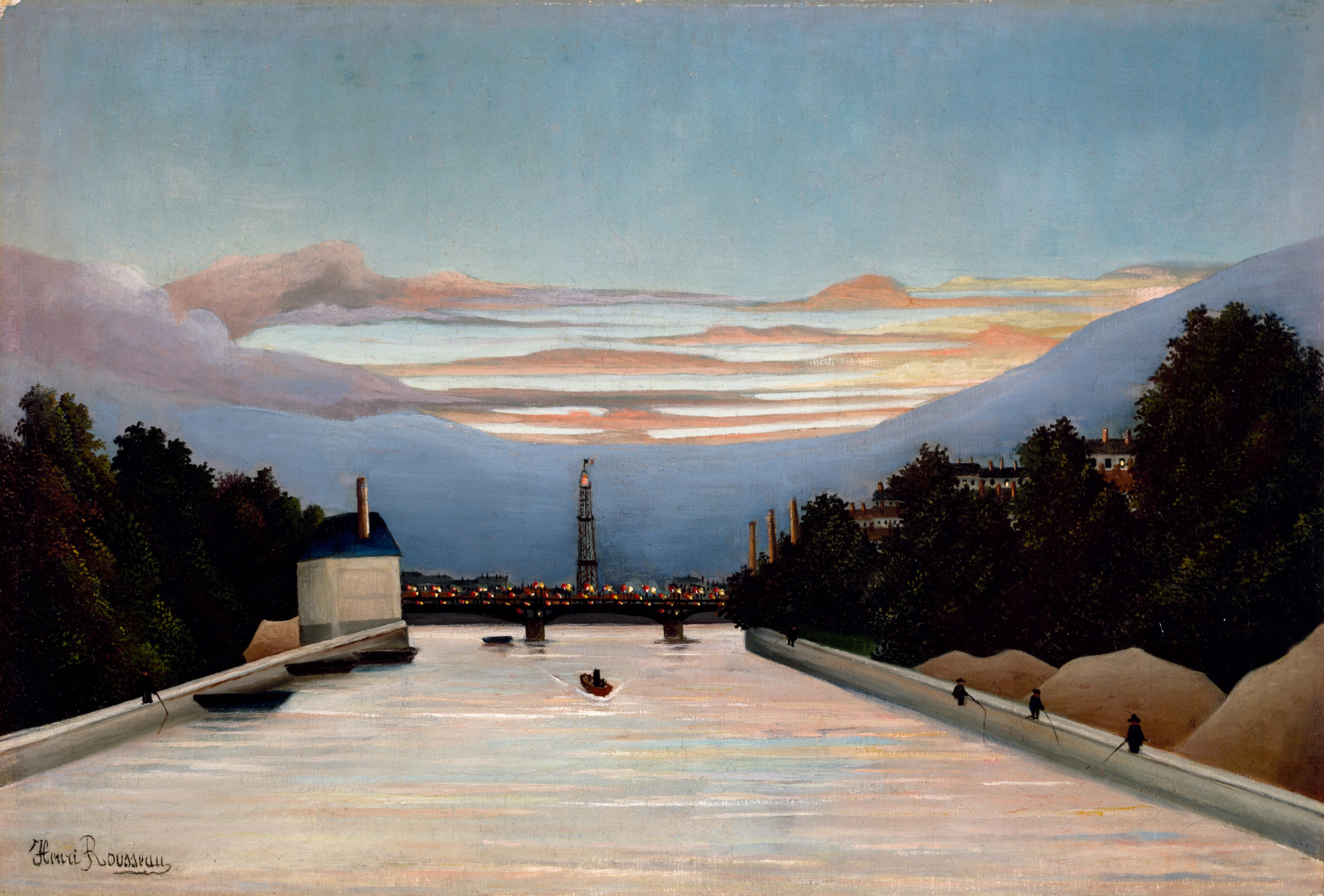
Eiffelova věž
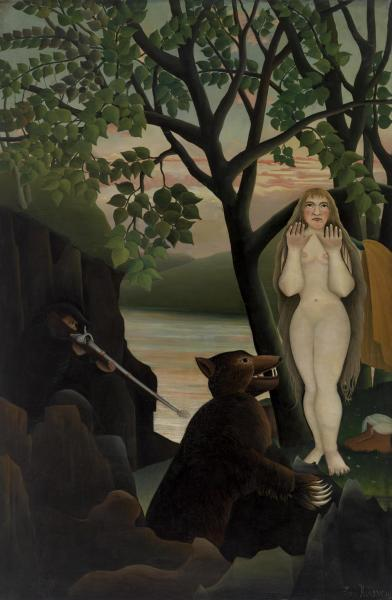
Nepříjemné překvapení

## Kritika i uznání
Rousseauův zdánlivě dětinský styl mnoho kritiků shazovalo; lidé byli jeho prací často pohoršeni nebo ji zesměšňovali. Vždycky si přál být všeobecně uznávaným malířem, ale marně. Mnoho pozorovatelů se však vyjádřilo v tom smyslu, že maluje jako dítě, ale že jeho technika vykazuje jistou sofistikovanost.
Od roku 1886 pravidelně vystavoval v Salonu nezávislých, a ačkoliv jeho dílo nebylo nikdy ve středu zájmu veřejnosti, získalo si během let značnou oblibu. V roce 1891 byl vystaven jeho obraz Tygr za tropické bouře, za nějž Rousseau sklidil první úspěch v podobě vážné recenze, kterou napsal mladý umělec Félix Vallotton: „Jeho tygra, který překvapuje svou oběť, si nesmíte nechat ujít; je alfou i omegou malby.“ Trvalo však ještě víc než deset let, než se Rousseau vrátil k vyobrazování své představy o džungli.
V roce 1893 se Rousseau přestěhoval do ateliéru na Montparnassu, ve čtvrti, kde žil a pracoval až do své smrti v roce 1910. Během roku 1897 tu vytvořil jeden ze svých nejslavnějších obrazů, La Bohémienne endormie (Spící cikánka).
V roce 1905 byla v Salonu nezávislých vedle prací předních mladých avantgardních umělců, jako byl Henri Matisse, vystaven obraz Hladový lev zachycující výjev z džungle. O této události se dnes hovoří jako o první výstavě fauvistů.
V roce 1907 Rousseaua pověřila matka umělce Roberta Delaunayho – Berta, komtesa z Delaunay, aby namaloval obraz Zaklínačka hadů.
Když byl Pablo Picasso svědkem toho, jak kdosi na ulici prodával Rousseauův obraz jako plátno určené k přemalování (portrét ženy z r. 1895), mladý umělec ihned rozpoznal Rousseauovo nadání a šel jej navštívit. V listopadu roku 1908 Picasso ve svém ateliéru Le Bateau-Lavoir uspořádal na Rousseauovu počest napůl vážnou, napůl recesistickou hostinu. Této akce se mimo jiné zúčastnili Guillaume Apollinaire, Marie Laurencin, André Salmon, Georges Braque a Gertruda Steinová.
Poté, co Rousseau v roce 1883 odešel do důchodu, si ke své nízké penzi přivydělával pracemi na částečný úvazek, například pouliční hrou na housle. Krátce také pracoval v časopise Le petit journal, kde se několikrát autorsky podílel na tvorbě titulní strany.
Rousseau vystavil svůj poslední obraz Sen v Salonu nezávislých v roce 1910, několik měsíců před svou smrtí, ke které došlo 2. září 1910 v pařížské nemocnici Hôpital Necker. Na pohřbu stálo kolem jeho hrobu na hřbitově Cimetière de Bagneux sedm přátel: malíři Paul Signac a Manuel Ortiz de Zárate, umělecká dvojice Robert Delaunay a Sonia Terk, sochař Constantin Brâncuși, Rousseauův bytný Armand Queval a Guillaume Apollinaire, který napsal epitaf, jejž Brâncuşi vytesal do náhrobku.

## Odkaz
- Podle umělecké kritičky Roberty Smithové z deníku The New York Times mělo Rousseauovo dílo velký vliv na několik generací předních umělců od Pabla Picassa, Jeana Huga, Fernanda Légera, Maxe Beckmanna až po surrealisty. „Například Beckmannovy úchvatné autoportréty čerpají ze strohých, koncentrovaných forem Rousseauova portrétu spisovatele Pierra Lotiho.“
- Vizuální styl animovaného filmu Kirikou (1998) režiséra Michela Ocelota je částečně inspirován právě Rousseauem, obzvláště pak jeho ztvárněním džunglovitého porostu.
- Kritikové také zaznamenali Rousseauův vliv v poezii Wallace Stevense. Jedna z jeho prací se stala inspirací pro animovaný film Madagaskar (2005).
- Na Rousseauově obraze je založena i skladba The Jungle Line písničkářky Joni Mitchell.
- První výstava Rousseauových obrazů v Česku proběhla v roce 2016 v Praze.[2][3]

### Ve filmu
Rousseaua zpodobnil herec Tchéky Karyo v televizním seriálu Génius (2018), jehož druhá série se věnuje životu Pabla Picassa.